# Братья Барсовы

Курск. 1821 г. Фрагмент гравюры А. Ухтомского.
На переднем плане справа — здание «театра Барсовых»

Братья Барсовы, — Михаил Егорович, Александр Егорович и Пётр Егорович, — семья провинциальных актёров из крепостного театра помещика Курской губернии П. И. Анненкова;
с 1797-го по 1816-й год братья Барсовы совместно управляли Курским городским театром, устроенным местной аристократией в здании Благородного собрания. Здание театра и бо́льшая часть его имущества, — как и многие актёры, певчие и музыканты, — оставались в собственности дворян-учредителей, однако братья пользовались «особенным правом распорядителей и званием антрепренёров».
Будучи антрепренёрами полузависимого театра, крепостные Барсовы сумели повести дело таким образом, что Курский театр времён их управления называют не иначе как «театр Барсовых», а сами братья постепенно смогли получить личную свободу.
Именно в театре Барсовых начал свой творческий путь великий реформатор русской сцены — актёр М. С. Щепкин.

## История
Театральная сцена в здании Благородного собрания Курска была оборудована на средства местных дворян ещё в 1792 году. Крупнейшие курские землевладельцы, по моде вельмож времён Екатерины II, содержали у себя в имениях собственные театры, капеллы или оркестры. Зимой аристократы съезжались в город и привозили свои творческие коллективы с собой. Для их «мирного состязания» и была устроена в Курске сцена.
В одном из таких домашних крепостных театров и проявили себя талантливые братья Барсовы, завоевав особое расположение своего просвещённого барина.
Однако в конце 1797 года положение домашних театров резко изменилось. Через год после воцарения император Павел I издал Указы, регламентирующие порядок проведения частных театральных представлений: запрещалось ставить пьесы, не одобренные цензурой и не допущенные к сценам столиц; предписывалось на каждом таком частном представлении присутствовать полицейскому приставу, — «для охранения порядка»; также организатору каждого представления вменялась в обязанность уплата специального взноса в пользу Воспитательного дома, — благотворительного учреждения, опекаемого супругой Императора, Марией Фёдоровной.
В ответ на эти требования частные театры стали повсеместно закрываться. В Курске же, на базе уже существующей сцены и зрительного зала, был основан постоянный театр, куда держатели домашних театров перевели своих любимых актёров. Главным распорядителем театра стал крепостной актёр местного мецената И. П. Анненкова — Михаил Егорович Барсов, а его братья, тоже актёры, Александр и Пётр, стали его незаменимыми помощниками.
И хотя Барсовым принадлежало немногое — «у них были свои костюмы, своя библиотека и валовые оперные ноты», — им удалось организовать правильную работу театра и в короткий срок развить его в полноценный и любимый публикой городской аттракцион. Ко времени, когда с семьёй Барсовых познакомился совсем ещё юный, но уже влюблённый в театр Щепкин (в 1802-м году), старший из братьев, Михаил Барсов, «был уже на воле, а меньшие — ещё крепостные», Щепкина особенно удивило то, что «они тоже были господские, а с ними и их господа и весь город обходились не так, как с крепостными, да и они сами вели себя как-то иначе».
Главное отличие труппы Барсовых от большинства современных им публичных крепостных театров заключалось в том, что актёры театра зависели не столько от обеспеченного помещика, содержавшего театр, сколько от предпринимателей-антрепренёров, кровно заинтересованных в прибыли. Это отличие сказывалось и на репертуаре, и, в конечном счёте, на манере актёрской игры: начиналась неизбежная демократизация театра, с ориентацией на более широкий круг зрителей, с чуткой реакцией на их запросы.
Барсовы не просто разглядели в Щепкине задатки хорошего актёра, — в будущем, приняв его в свою труппу, они сумели оценить и поддержать его новую, «естественную» манеру игры, совершенно отличную от той, в которой воспитывались сами.
Барсовы были опытными и талантливыми актёрами. Старший, Михаил Егорович, был «первым амплуа» в трагедиях и мелодрамах, — азы актёрского мастерства Щепкину преподавал именно он. А младший, Пётр Егорович, «был прекрасный певец и в то же время превосходный актёр». — После того, как в 1816-м году труппа Барсовых была распущена в связи с перестройкой здания Благородного собрания, — Пётр Егорович порекомендовал безработного Щепкина в Харьковский театр, в труппу уже полностью независимых антрепренёров И. Ф. Штейна и О. И. Калиновского, и впоследствии стал близким другом и единомышленником Щепкина.

## Семья
Мать Барсовых была вдова, вышедшая замуж повторно. Отчим Барсовых — Вакх Андреевич Городенский; в браке у них родился сын, единоутробный брат Барсовых — Николай Вакхович Городенский, однокашник Щепкина по реальному училищу, впоследствии тоже актёр. Сестра Барсовых вышла замуж за И. В. Колосова, учителя всё того же реального училища, в котором учились Щепкин и Городенский, их дочь, Любовь Колосова, племянница братьев Барсовых, тоже стала актрисой.